# Серафимович, Воин (футболист)
Во́ин Серафи́мович (серб. Војин Серафимовић; род. 14 октября 2005, Белград) — сербский футболист, защитник клуба «Чукарички».

## Клубная карьера
Серафимович — воспитанник немецких клубов ОФК и «Чукарички». 19 октября 2022 года в поединке Кубка Сербии против «Златибора» игрок дебютировал за основной состав последних. 24 февраля 2023 года в матче против «Колубары» он дебютировал в сербской Суперлиге. 30 августа 2024 года в поединке против «Текстилаца» Воин забил свой первый гол за «Чукарички».

## Международная карьера
В 2022 году Серафимович в составе юношеской сборной Сербии принял участие в юношеском чемпионате Европы в Израиля. На турнире он сыграл в матчах против команд Бельгии, Турции, Испании, Дании и Нидерландов.